# Maciej Bodnar
Maciej Bodnar, poljski kolesar, * 7. marec 1985, Oława, Poljska.
Bodnar je profesionalni cestni kolesar, ki je od leta 2022 član UCI ProTeam ekipe Team TotalEnergies., pred tem pa je vozil za ekipe Liquigas, Tinkoff–Saxo in Bora–Hansgrohe. Nastopil je na poletnih olimpijskih igrah v letih 2012, 2016 in 2020, najboljšo uvrstitev je dosegel leta 2016 s šestim mestom v kronometru. Leta 2017
je v tej disciplini osvojil srebrno medaljo na evropskem prvenstvu. Na Dirki po Franciji je dosegel etapno zmago leta 2017 v posamičnem kronometru, na Dirki po Italiji pa je dosegel etapno zmago v ekipnem kronometru leta 2010. Skupno je štirinajstkrat nastopil na dirkah Grand Tour in vse končal, toda v skupnem seštevku se ni nikoli uvrstil v prvo stoterico. Sedemkrat je postal poljski državni prvak v kronometru. Tudi njegov mlajši brat Łukasz Bodnar je bil profesionalni kolesar.